# Det 1002. trick
Det 1002. trick (russisk: Тысяча вторая хитрость, translit.: Tysatja vtoraja khitrost) er en russisk stumfilm fra 1915 instrueret af Jevgenij Bauer.

## Handling
En kvinde bedøver sin ægtemand, så hun kan mødes med en anden mand. Ægtemanden vågner dog op, og hun må gemme mand nr. 2. i et skab. Da ægtemanden er ved at låse skabet op, benytter hun trick nr. 1002 til at få ægtemanden til at tro, at alt er godt. 

## Medvirkende
- Lina Bauer
- S. Rassatov
- Sergej Kvasnitskij